# Las Tortolitas
Las Tortolitas är en ort i Mexiko.   Den ligger i kommunen Acapulco de Juárez och delstaten Guerrero, i den södra delen av landet, 260 km söder om huvudstaden Mexico City. Las Tortolitas ligger 483 meter över havet och antalet invånare är 467.
Terrängen runt Las Tortolitas är kuperad åt sydost, men åt nordväst är den bergig. Runt Las Tortolitas är det tätbefolkat, med 397 invånare per kvadratkilometer. Närmaste större samhälle är Xaltianguis, 2,5 km sydväst om Las Tortolitas. Omgivningarna runt Las Tortolitas är en mosaik av jordbruksmark och naturlig växtlighet.